# 赤堀氏
赤堀氏（あかほりし）とは、地名の赤堀を由来とする北勢四十八家の1つで戦国時代の四日市赤堀地域の城主の家系。浜田氏・羽津氏・赤堀家の赤堀三家で赤堀連合一族を形成していた。この項目では阿倉川合戦と塩浜合戦と東海道赤堀村地域についても記述する。東海道赤堀村地域は江戸時代の士農工商芸能社会の四日市周辺の芸能都市文化や封建制度文化が残る地域で日永村の日永寺院仏教徒が多い地区である。

## 赤堀氏の定義
赤堀氏とは四日市地域の歴史で一番関係がある武士の家柄である。四日市の郷土史研究では、赤堀一族の浜田氏が現在の鵜森神社公園の土地に浜田城を築城したのが四日市の成立の契機となったとするのが通説である。昭和5年発行の四日市市史と戦後の昭和36年発行の四日市市の概説書では赤堀氏は文明2年に赤堀氏・浜田氏・羽津氏に分裂した。

## 昭和31年赤堀地区自治会一覧
- (1) 赤堀東町
- (2) 赤堀中町
- (3) 赤堀西町(赤堀西町第1区及び赤堀西町第2区）
- (4) 赤堀南町（赤堀南町第1区及び赤堀南町第2区及び赤堀南町第3区）

## 令和4年赤堀地区自治会一覧
- (1) 赤堀1丁目
- (2) 赤堀新町
- (3) 赤堀2丁目（赤堀2丁目東自治会及び赤堀2丁目中自治会及び赤堀2丁目西自治会）
- (4) 赤堀南町（赤堀南町自治会及び赤堀南町第2区及び赤堀南町第3区）

## 赤堀氏とは
1. 秀郷流の藤原氏である。
2. 上野国・下野国より応永年間から四日市に移住してきた。
3. 文明年間に赤堀一族が赤堀氏・浜田氏・羽津氏の三家に分裂した。
4. 北伊勢地域の有力国人であったが織田氏に抵抗して赤堀氏は滅亡した。[3]

赤堀氏の本貫で名字の土地は上野国赤堀郷である。四日市では「あかほり」と読むが、群馬県では「あかぼり」と読む。赤堀山南麓一帯の赤堀郷出身で文明二年 1) 赤堀兵庫助 2) 浜田親綱の名前の2通の文書が古文書にある。赤堀山南麓一帯に秀郷流藤原氏が形成土着した。1352年（観応三年）に赤堀下野守は伊勢国の勾御園の地頭職となり伊勢国に所領を持った事が確認される。長松御園内野美名をめぐる争論文書の浜田親綱書状は「赤堀はまだ」の記述があり、赤堀浜田氏と呼ばれていた。群馬県赤堀町は伊勢崎市の北方の位置で遠くに赤城山を望む。古代から中世にかけて佐位郡に所属していた。赤堀町内に赤堀氏の城館が2つあった。赤城山付近一帯に11世紀後半から12世紀にかけて秀郷流藤原氏が土着して所領を形成して武士として発展成長した。
赤堀氏は藤原秀郷の末裔である意識が根強く、浜田氏が毎月1日に一族を集めて藤原秀郷が竜宮から持ち帰ったとされる太刀を祭具として赤堀一族の同族としての意識を向上させる儀式を行っていた。赤堀氏は勝謂系と時秀系の2つの家系があるが伊勢赤堀氏は勝謂系の系統が赤堀郷を領有している事から赤堀氏の嫡流とされる。伊勢赤堀氏の実名が最初に確認される人物が民部少輔直綱である。古文書に「文和二年三郎左衛門入道勝謂」や「応永三年民部少輔直綱や応永18年三郎左衛門尉」「応永20年孫次郎」「応永25年兵庫入道」など赤堀一族の名前が確認される。南北朝時代から戦国時代に赤堀氏が勢力を拡大した。南北朝時代以降の赤堀氏は三重郡の有力国人となった。有力国人として成長した赤堀氏であったが没落の危機があった。正長元年に北畠満雅が挙兵した正長の乱が南朝の小舘にあった。称光天皇が重体で皇位継承問題が起きる。北畠満雅が鎌倉公方の足利持氏を担ぎ、北畠満雅が討死した。幕府勢守護の土岐持頼が伊勢国の長野氏の長野一族が加わる。北畠方に鈴鹿郡の関一族と赤堀氏が味方する。幕府勢が攻勢を強めて赤堀氏は管領の畠山満家を頼って降服したが、関氏は最後まで抗戦した。
史料上で赤堀一族の活動が明らかになる文明元年に 1) 赤堀兵庫助の名前 2) 浜田親綱の名前の二通の文書があった。伊勢神宮の文書(1)赤堀浜田氏 (2)赤堀羽津氏の赤堀一族の名前が出てくる。赤堀一族は赤堀氏から浜田氏・羽津氏が分家した。小守護代の大矢知氏の大矢知正房は文明元年の後半に伊勢国の守護に返り咲いた一色義春の被官として羽津氏が活動している。一色氏の支配は守護代の石河直清とその代官の小守護代の大矢知正房体制で勢力は三重郡・朝明郡東部に限られた。

## 赤堀三家
羽津氏は海の関所である羽津浦を設けて撤廃を要求する神官と激しく対立した。羽津城は南北100メートルの高台の公園にある。1584年（天正12年）に織田信雄と羽柴秀吉との戦いで秀吉方の陣地として使用された。羽津城は羽津山町から城山町の位置にあった。垂坂丘陵の東端の台地を利用して築城された。現在は周辺が宅地化が進み城跡は近鉄名古屋線で分断されている。浜田氏は重要家臣の千種氏と家臣団の丹羽と堀木及び味岡と富田一色の生川一族郎党を城下町に住まわせて、重宝の太刀を所持していた。浜田城と赤堀城に近い位置にあり、赤堀から浜田城がある鵜の森へと城が移動した。惣領家の赤堀氏は浜田氏が16世紀に赤堀一族の中心だった。織田信雄の分限張に浜田氏が織田信雄軍の一員として尾張国の加賀野井城の合戦に出陣したとの記述がある。織田信雄の家臣団の知行地替えの記録があり、赤堀郷には津田清久が1200貫文で領主となった。浜田氏は市場の発展に力を入れて南市場、北市場、縦市場、南ヶ口、四日市場の洲の州浜の5ヵ所に四日市場の市場商業地域にして、桑名郡の額田郷に200貫分の知行地を与えられた。応永三年に員弁郡の久我家の石槫荘の代官職に赤堀氏がなった。

## 赤堀城と城跡
赤堀城は浜田氏の居城の浜田城の南西800mの沖積地にある。四日市市の城東町から城西町の赤堀城跡がある。赤堀城は四日市地域で茂福城や羽津城など共に数箇所しかない低地の位置にある平城であった。縦横70mの面積で土塁や堀の周りに家臣団の屋敷があった城であった。天正12年頃の1584年に北勢四十八家が攻略された後に必要性が無くなり廃絶された。

## 赤堀地区の住所
- 平成期から令和初期に不動産都市開発の四日市中心都市近郊集落として若い世代に不動産人気があり、保育園や子供が遊ぶ公園も整備されている。近世江戸時代の古典的な老人思考の村社会の江戸封建文化は破壊されている。赤堀地域は江戸時代の歴史文化地名の東海道赤堀村と呼ばれている。
- 東海道赤堀村は江戸時代の武士農民など複数身分が共存した共存赤堀集落として東京大学大学院や皇学館大学院の日本近世史専門の江戸時代の研究者が東海道赤堀村を注目して研究する仏教集落である。
- 赤堀1丁目・赤堀2丁目・赤堀3丁目
- 赤堀南町（日永方面の河川沿い）
- 赤堀新町（新興住宅地）

## 赤堀村の歴史
中世期に赤堀一族の支配下だった3つの地域で四日市地域を構成していたが、その内の赤堀氏の本拠地の赤堀村地域と、浜田氏の拠点の浜田地域と、4日の日に市場が開催されていた四日市町の三つの地域で赤堀四日市共同体を組織していた。赤堀改名以前の地名は栗原。赤堀地名の改名以前は安加保利(あかほり）の地名表記であり、正税は1414石。江戸時代に江戸幕府は赤堀氏への報復措置を行った。残党勢力への懲罰として、天領四日市町の役人が赤堀村の村民に対して差別的扱いをしていた。1714年（正徳4年）11月に隣村の日永村地域370石と共に赤堀村500石が伝馬制度の宿場になる。徳川吉宗の方針で1724年(享保9年)6月から大和国郡山藩の飛び地支配の赤堀村領地とする褒美があった。代官支配地として松平家の松平吉里に赤堀を与えた。1801年(享和元年)から江戸幕府の11代将軍の徳川家斉支配下の第二天領期。長島藩及び郡山藩の藩領地になる私有地反対連署の東海道赤堀村の庄屋の坂権衛門の署名があった。同じ天白川沿いの水害地域である日永村とは兄弟関係の深い付き合いだった。赤堀村と日永地区は東海道沿いの江戸時代からの赤福餅商人由来の古い町並みである。赤堀は水害被害の多い農村地域である。戦後期の四日市市営住宅の整備事業集落がある。水害被害集落の鹿化川地域と東海道江戸文化の赤堀集落と仏教寺院地域の3つの地域に区分される。
明治時代に四日市市の中心地域と江戸時代に共同体が同じだった日永村でなくて、赤堀村から西側の農村の松本村などの地域と合併して三重郡常磐村の赤堀地域となった。昭和16年に四日市市常磐地区の赤堀地域となり、現在の四日市あすなろう鉄道の赤堀駅など近代交通網が整備された。21世紀になり東海道赤堀村の都市集落からアパートやマンションなどが建設されて新興住宅地に変化して、開発者の不動産会社により都市整理される。平成時代から赤堀人権まちづくり組織による赤堀ふれあい祭りが開催されている。赤堀八剣公園のステージではときわ保育園の保育園児、たいよう保育園の保育園児、常磐中央幼稚園の幼稚園児の子どもたちが歌とおどりを披露する。三重県四日市赤堀地区のキャラクターは『ホリンくん』である。かつて昭和時代には桑名式の石取祭が実施されていた。昭和28年撮影の記録が残っている。浜田城の住所は四日市市内の浜田町の字城ノ内に所在する。近鉄四日市駅から南西方面から見て至近距離に森が見える。南西側付近の森の中の地名が鵜ノ森である。この森の中に鵜の森神社がある。周辺は鵜の森公園となっている。伊勢四日市地域の当地領有していた赤堀氏の浜田城の跡地が鵜ノ森公園である。

## 赤堀氏の由来
赤堀氏の由来について述べると、平将門を討伐した俵藤太藤原秀郷の五男千常の10世足利又太郎忠綱は治承の役で宇治川で武功を上げて下野国赤堀荘園を与えられた。養和元年（1181年）に常陸国の志田義弘と平氏再興を企て小山朝政に滅ばされて、甥の田原豊前守景綱が信濃国に移り佐野小次郎と称した。景綱の8世の孫で藤原秀郷の末裔の田原孫太郎景信は室町幕府の将軍足利義満の治世の応永年間（1394年から1428年）に下野国の赤堀荘園から栗原の土地に移住して築城して地名を赤堀と命名して赤堀氏を呼称するようになった。景信は肥前守を名乗り、二男秀宗に赤堀家を継がせて、長男の盛宗を羽津に、三男忠秀を浜田においてそれぞれ息子3人に城を気付かせて赤堀三家として四日市地方を支配するようになった。この赤堀景信の三男の忠秀が、文明2年（1470年）に四日市地域の浜田の土地に城を築城して浜田殿を呼称した。歴史学の書物の三国地誌によると赤堀氏は伊勢国の国司の北畠氏に所属していたとの記述がある。戦国時代に赤堀氏は神戸氏と同盟を結び、永禄2年（1559年）に長野家の一族郎党の工藤氏が雲林院、草生氏、分部氏、乙部氏、三宅氏、中尾氏など中勢の諸豪族を率いて、浜田城及び赤堀城の四日市地域の赤堀三家を攻撃して塩浜から上陸して四日市攻撃作戦を計画した。塩浜の海岸付近で赤堀家と浜田家の赤堀二家と神戸氏の救援の援軍で長野工藤氏を撃破した。

## 浜田赤堀家
浜田赤堀家は浜田藤綱 → 浜田元綱と家系が続き、浜田元綱の代に織田信長の家臣の滝川一益軍による伊勢進攻があり、天正3年（1575年）6月に赤堀城と浜田城が落城して浜田元綱は自害した。浜田元綱の息子の浜田重綱は逃げ延びた後、織田信長の二男の織田信雄に従い、天正12年（1584年）の小牧・長久手の戦いで美濃国の加賀井で戦死して浜田氏は滅んだ。浜田城は天正12年に秀吉軍対策で織田信雄の家臣の滝川雄利が修築して一時在城したが、まもなく廃城となった。浜田氏の浜田武士の死者を祭神とする鵜森神社がある。鵜森神社の東正面を除く三方面には土塁が良く残り、南側の池は堀の一部の跡地である。赤堀城跡は現在は水田や宅地となり遺構は残っていないが、明治時代の地籍図には土塁や堀をたどる事ができて、四日市市赤堀町の一部区域の赤堀字城西から城東にある五十米四方の草生地が城の中心だったとされる。

## 赤堀村の地理
赤堀村は旧三重郡所属で昭和16年に四日市市に合併して四日市市常磐地区所属の赤堀地域で構成される自治会の地区となった。四日市の都市地域の南東部。四日市に市街地に隣接して四日市の西南の位置。昭和9年度の統計は戸数41戸で人口189人。地区改良以前は狭い地域で小規模な家屋が密集して村が建設されていた。鹿化川の支流の落合川と八剣川に挟まれた低湿地帯。隣りの日永村と共に水害の脅威の危険があった。昭和34年に襲来した伊勢湾台風と昭和49年の四九水害で日永地域及び赤堀地域は床上浸水に見舞われた。赤堀村は旧東海道に近接して集落を形成した。

## 赤堀村の宗教
檀家寺は常盤村内にあった誓元寺と誓覚寺の2つの寺院であった。氏神は八坂神社であった。昭和28年頃に赤堀地区は桑名式の石取祭の祭車を保有していた。日蓮宗の寺院があるなど江戸時代の仏教地域であった。誓元寺は真宗高田派の寺であった。八坂神社は旧赤堀村の村社である。牛頭天社などの別の名称がある。1869年に八坂神社に改称した。八坂神社の境内に京都の伏見稲荷より三徳稲荷大明神を迎えた。三徳稲荷大明神は日本の主食である米などの衣食住の司る神である。家内安全・病気平療・商売繁盛の守護がある。境内の稲荷神社の隣になぜ石と呼ばれる石がある。心をこめてお願いすると体の各部分が良くなる神秘的な石である。八坂神社は常盤地区一帯の856世帯が氏子である。赤堀城主の鎮守の神社である。昔から伊勢神宮の古材の拝領を受けて鳥居・社務所建設の材料とした。昭和20年の四日市空襲で神社が消失した。

## 羽津氏
近鉄線の阿倉川駅と霞ヶ浦駅との中間の丘陵が羽津城であった。羽津城の跡地は近鉄名古屋線で中央を区域を分断されている。羽津城の東部分は四日市市立の保育園となり、西の部分は土塁や空堀の一部が残っている。城の南には三重川の小さい流域があり、昔は羽津城下を南北に東海道が貫いていたという。羽津城は赤堀城主の田原肥前守景信の長男の右衛門大夫盛宗が築城して、羽津村・八幡村・吉沢村など6ヵ村を領有して、伊勢国の国司の北畠氏に服属する城主であった。築城は応永年間か文明2年（1470年）と言われるがはっきりしていない。赤堀氏・浜田氏と共に羽津氏は赤堀三家と呼ばれる北伊勢の豪族として、羽津氏は羽津盛宗・羽津宗久・羽津宗善・羽津宗慶・羽津宗昌・羽津近宗（羽津国虎）と代々羽津氏は繁栄した。羽津城の跡地の住所は四日市市羽津町字城山である。元亀二年（1571年）に隣接の茂福城主朝倉氏が織田信長軍の滝川一益に長島城に招かれて謀殺されたので、茂福城には滝川一益の臣下の山口氏が目代として入城していた。
元亀3年（1575年）に羽津城主だった羽津近宗は、茂福城の目代の山口氏に招かれたが毒殺されて、山口氏は羽津城を攻撃して羽津城は落城した。羽津城には滝川新右衛門を城番として置く事とした。一説には永禄11年の織田信長に滅ぼされた記述もある。天正12年（1584年）の小牧・長久手の戦いで秀吉軍が陣地として羽津城を使用したという。

## 塩浜合戦
塩浜合戦は永禄元年に長野工藤家が北畠家との戦いを繰り返して工藤家が北畠具教の次男の長野次郎を養子とした。1559年の北伊勢軍記によると長野氏は関一党の抗争の1つとして浜田城を攻略して長野氏・雲林院・草生家の3家の兵士5000人で浜田城主3代目の田原元綱を阿漕浦から兵士を船に乗せて塩浜村方面から上陸しようとした。浜田城主3代目の田原元綱の嫡子重綱及び赤堀城主4代目赤堀景治から援軍の堀木常定が塩浜浦の松林で待ち伏せをして激しい戦闘となった。

## 阿倉川合戦
阿倉川合戦は天正元年4月28日に浜田城主であった浜田遠江守元綱が浜田家の侍大将の丹羽・黒田・伊達・中島配下の200騎兵で阿倉川城を攻めた戦いである。阿倉川合戦は阿倉川城主の舘家の舘薩摩守の命令で次男の兵庫・三男の弥三郎貞隆の100騎兵を率いて阿倉川城の南方面の34町内の深い田んぼの土地と細道で戦った。浜田勢は56町まで後退したが菰野藩（菰野町方面道）で三男の弥三郎が鉄砲攻撃で戦死した。

## 四日市の地名の由来
浜田城を継いだ赤堀家の三男の忠秀は羽津 → 末永 → 芝田 → 日永のルートに通じていた東海道の浜田城を東に移動させて、三滝川の南側の辻で毎月4の付く日に四日市地名由来の市場を開催した。